# Triple Play Baseball
A Triple Play Baseball baseball-videójáték, a Triple Play sorozat hetedik tagja, melyet a Treyarch fejlesztett és az EA Sports jelentetett meg. A játék 2001 márciusában jelent meg PlayStationre, PlayStation 2-re és Windowsra, kizárólag Észak-Amerikában. A Triple Play Baseball a sorozat első olyan tagja, melynek a címében nem szerepel évszám, az utolsó, amely PlayStationre és Windowsra, illetve az első, amely PlayStation 2-re is megjelent. A játék a 2001-es Major League Baseball-szezont dolgozza fel, a csapatok keretei és a játékosok statisztikája a szezon előtti állapotokat tükrözik.
A játék legfőbb újdonságai a robusztus „játékoskészítő” és a Big League Challenge játékmódok voltak. A játékosok barátságos mérkőzéseket, teljes szezont, rájátszást és hazafutásversenyt is játszhatnak. A csapatok játékoskereteit a játékosok szabadon módosíthatják. A PlayStation- és a Windows-kiadás kommentátora Jim Hughson és Buck Martinez, Hughsont a PlayStation 2-verzión Sean McDonough váltotta. A játék borítóján Jason Giambi Oakland Athletics-egyesvédő szerepel.

## Fogadtatás
| Összegzőoldal | Értékelés | Értékelés | Értékelés |
| Összegzőoldal | PC        | PS        | PS2       |
| ------------- | --------- | --------- | --------- |
| Metacritic    | 58/100    | 76/100    | 74/100    |

| Szerző          | Értékelés | Értékelés | Értékelés     |
| Szerző          | PC        | PS        | PS2           |
| --------------- | --------- | --------- | ------------- |
| 576 KByte       | 98/100    | N/A       | N/A           |
| AllGame         | [ 7 ]     | N/A       | [ 8 ]         |
| CGSP            | [ 9 ]     | N/A       | N/A           |
| CGW             | [ 10 ]    | N/A       | N/A           |
| EGM             | N/A       | 6,5/10    | 7/10          |
| Game Informer   | N/A       | 7/10      | 7,75/10, 6/10 |
| GamePro         | N/A       | [ 15 ]    | [ 16 ]        |
| GameRevolution  | N/A       | C+        | N/A           |
| GameSpot        | 5,1/10    | 8,5/10    | 8,3/10        |
| GameSpy         | N/A       | N/A       | 87%           |
| GameZone        | 6,5/10    | 7,5/10    | 7,3/10        |
| IGN             | 7,8/10    | 7,2/10    | 7,2/10        |
| Next Generation | N/A       | [ 28 ]    | [ 29 ]        |
| OPM (US)        | N/A       | [ 30 ]    | [ 31 ]        |
| PC Gamer (US)   | 40%       | N/A       | N/A           |
| X-Play          | N/A       | N/A       | [ 33 ]        |
| Maxim           | N/A       | N/A       | [ 34 ]        |
| Playboy         | N/A       | N/A       | 80%           |

A játék PlayStation-verziója általánosságban kedvező, míg a PlayStation 2- és a Windows-kiadása megosztott vagy átlagos kritikai fogadtatásban részesült a Metacritic kritikaösszegző weboldal adatai szerint. Az IGN az új PlayStation 2-verziót 7,2/10-es pontszámmal jutalmazta, dicsérve a grafikát, a játékosok animációját és a javított játékmenetet és játékmódokat. Az IGN a Windows-változatot 7,8/10-es pontszámmal értékelte, negatívumként kiemelve a lassú képfrissítést és a „borzasztó” mesterséges intelligenciát, azonban azt is hozzáfűzték, hogy a játék menetének magja és a grafika jelentősen javult. Az IGN a korosdó PlayStation-verzióra 7,2/10-es pontszámot adott még annak ellenére is, hogy számos az elődjében is szereplő problémát nem javítottak, azonban a robusztus játékosszerkesztőnek és a Big League Challenge játékmódnak köszönhetően mégis magasabb pontszámot kapott mint az előző évi kiadás.
Rob Smolka a Next Generation magazinban 2/5 csillagra értékelte a játék PlayStation-verzióját, kiemelve, hogy „Az EA Sports lehagyta az évszámot a címből, azonban ezen felül nem sok minden változott az eredeti PlayStationre megjelent végső változatban.” A magazin a PlayStation 2-változatra 3/5 csillagot adott, kiemelve, hogy az „áll-leejtősen gyönyörű és a bulikon szórakoztató is, azonban a szimulációrajongók végtelenül csalódottak lesznek vele”. Glenn Rubestein az Extended Play televíziós műsorban 5/5 csillagot adott a játék ugyanazon konzolos verziójára, kiemelve, hogy „ez az a játék, amit ebben a szezonban be kell szerezni. A grafikai képességei és a teljes körű opciói a legteljesebb piacon lévő címmé teszik. Az EA Sports minőség iránti elkötelezettsége csak úgy árad belőle, a valaha volt egyik legjobb baseballjáték, ami akármelyik otthoni konzolrendszeren játszható.” Az 576 KByte szerkesztője 98/100-as pontszámra értékelte a játék Windows-verzióját, dicsérve a játék könnyen elsajátítható irányítását és a játéktermibb játékmenetét, valamint a kommentátorok munkáját. Összegzésként kiemelte, hogy „Régóta, vagy talán egyáltalán nem találkoztam még olyan játékkal ebben sportban, ami arra késztetett volna, hogy hajnali kettőkor leüljek játszani. Hát, ez a Triple Playnek sikerült. És nem aludtam el.”

## Fordítás
- Ez a szócikk részben vagy egészben  a   Triple Play Baseball című angol Wikipédia-szócikk ezen változatának fordításán alapul.  Az eredeti cikk szerkesztőit annak laptörténete sorolja fel. Ez a jelzés csupán a megfogalmazás eredetét és a szerzői jogokat jelzi, nem szolgál a cikkben szereplő információk forrásmegjelöléseként.